# För- och efterhandel
För- och efterhandel är aktiehandel som sker antingen före eller efter handelsdagen på en börs, dvs. handel före eller efter handel.
För- och eftehandel är namnet på köp och försäljning av värdepapper när de stora marknaderna är stängda.  Sedan 1985 har de ordinarie öppettiderna för stora börser i USA, såsom New York Stock Exchange och Nasdaq-börsen, varit från 15:30 till 22:00 Svensk tid (CET).
För- och efterhandel är inte tillgängligt på svenska börser.